# Высшая лига Латвии по футболу 2013 (переходные матчи)
Перехо́дные ма́тчи за пра́во в 2014 году́ игра́ть в Вы́сшей ли́ге Ла́твии — переходные матчи между клубами «МЕТТА/Латвийский университет» и «Гулбене», занявшие по итогу сезона 2013 года 9-е место в Высшей лиге и 2-е место в Первой лиге соответственно. Победитель переходных матчей получает право в сезоне 2014 года играть в Высшей лиге Латвии.

## Матчи

### МЕТТА/ЛУ (Рига) — Гулбене
| Рига 14 ноября 2013 19:00 UTC+2 | \| МЕТТА/ЛУ \| 1:0 Протокол \| Гулбене \| | Стадион Ганзейской школы |
| МЕТТА/ЛУ                        | 1:0 Протокол                              | Гулбене                  |

### Гулбене — МЕТТА/ЛУ (Рига)
| Гулбене 17 ноября 2013 14:00 UTC+2 | \| Гулбене \| 2:4 Протокол \| МЕТТА/ЛУ \| | «Гулбене» |
| Гулбене                            | 2:4 Протокол                              | МЕТТА/ЛУ  |